# Kabaret Made in China
Kabaret Made in China – polski kabaret. Powstał w Zielonej Górze w 2002 roku, a utworzyli go członkowie kabaretu E.K.
Artyści brali udział w wielu programach, festiwalach i przeglądach kabaretowych (m.in. Mazurska Noc Kabaretowa, Maraton Kabaretowy, HBO „Na stojaka”, Kabarety Nieroby), realizują też samodzielne spektakle. Wystąpili ponadto w dłuższych produkcjach wytwórni A’Yoy (Baśń o ludziach stąd, Dr Jekyll i Mr Hyde według Wytwórni A’Yoy, Robin Hood – czwarta strzała).
Kabaret wsławił się parodią Cezarego Pazury i Bogusława Lindy oraz programu telewizyjnego Idol.

## Skład
Obecni członkowie:
- Artur Walaszek – lider kabaretu, autor tekstów, aktor, operator, reżyser, dźwiękowiec;
- Katarzyna Sobieszek – autorka tekstów i aktorka kabaretowa;
- Marcin Król – muzyk, aktor (wcześniej występował w Grupie Rafała Kmity);

Byli członkowie:
- Sławomir Kaczmarek (obecnie w kabarecie Rewers)[1]

## Nagrody
Jako kabaret E.K.:
- 1997:
  - I nagroda Studenckiego Festiwalu Piosenki '97
  - II nagroda Mazurskiego Lata Kabaretowego Mulatka '97
  - II nagroda Lidzbarskich Biesiad Humoru i Satyry '97
- 1999:
  - nagroda w kategorii najlepszy skecz na temat „Byle nie o polityce” na Rybnickiej Jesieni Kabaretowej „Ryjek” '99
  - nagroda indywidualna dla Artura Walaszka Lidzbarskich Biesiad Humoru i Satyry '99
  - wyróżnienie Lidzbarskich Biesiad Humoru i Satyry '99
  - wyróżnienie Mazurskiego Lata Kabaretowego Mól Latka '99
  - I nagroda Mazurskiego Lata Kabaretowego Mulatka '99
- 2000:
  - III nagroda ukrytego jurora na Rybnickiej Jesieni Kabaretowej Ryjek '00
  - Elvis za debiut filmowy dla Katarzyny Sobieszek na Międzynarodowym Festiwalu Filmowym Wytwórni A’Yoy '00
  - III nagroda na krakowskim festiwalu PaKA '00
  - udział w I Ogólnopolskim Festiwalu Sztuki Estradowej Estrada '00
  - wyróżnienie Studenckiego Festiwalu Teatrów i Kabaretów „Wyjście z cienia. Krok Trzeci” – za „błyskotliwość i swobodę kreacji”
- 2001:
  - II miejsce Rybnickiej Jesieni Kabaretowej Ryjek '01

Jako kabaret Made in China
- 2002:
  - II nagroda Mazurskiego Lata Kabaretowego Mulatka '02
  - zwycięstwo w konkursie na najlepszą parodię muzyczną Dąbrowskiej Ściemy Kabaretowej '02
- III miejsce Rybnickiej Jesieni Kabaretowej Ryjek '02
- 2003:
  - nagroda za skecz Odrobina liryki z przyrodą w tle Rybnickiej Jesieni Kabaretowej Ryjek '03
  - Elvis dla Sławomira Kaczmarka za film Kolejarz Sławek na Międzynarodowym Festiwalu Filmowym Wytwórni A’Yoy '03
  - Elvis dla Artura Walaszka za film Moja Dogma na Międzynarodowym Festiwalu Filmowym Wytwórni A’Yoy '03
- 2004:
  - Elvis za film Kobieta jak dąb (w kategorii Short) na Międzynarodowym Festiwalu Filmowym Wytwórni A’Yoy '04
  - Elvis za reżyserię filmu Chemia życia na Międzynarodowym Festiwalu Filmowym Wytwórni A’Yoy '04
  - III miejsce w głosowaniu kabaretów Rybnickiej Jesieni Kabaretowej Ryjek '04